# Agriochoerus
Agriochoerus es un género extinto de mamífero herbívoro perteneciente a la familia Agriochoeridae, endémica de América del Norte. Agriochoerus y otros agrioquéridos poseían garras, una característica rara entre los Artiodactyla.
Agriochoerus vivió a finales del Eoceno y en el Oligoceno. Era una especie de talla media; la masa corporal estimada para A. antiquus es de cerca de 85 kilogramos.

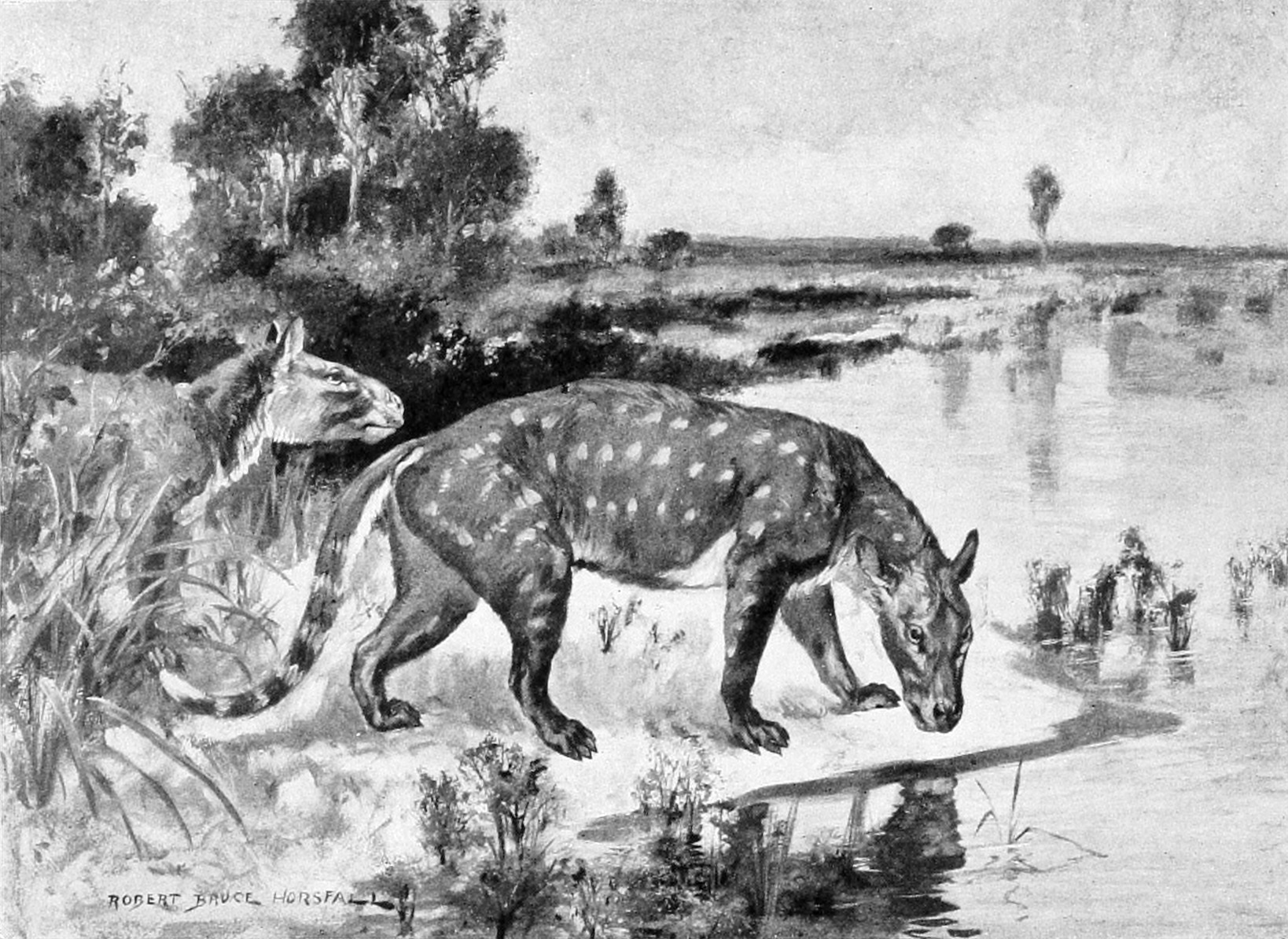
Reconstrucción en vida de A. antiquus